# Большие Карлы
Больши́е Карлы́ (чув. Каппар; Больша́я Карла́) — река в России, протекает в Татарстане и Чувашии. Правый приток реки Карлы.

## География
Река Большие Карлы берёт начало у деревни Старые Какерли Дрожжановского района Татарстана. Течёт на северо-восток по открытой местности. Устье реки находится в 63 км по правому берегу реки Карлы у села Трёхбалтаево Шемуршинского района Чувашии. Длина реки составляет 28 км. Крупнейший левый приток — река Малые Карлы.

## Данные водного реестра
По данным государственного водного реестра России относится к Верхневолжскому бассейновому округу, водохозяйственный участок реки — Свияга от села Альшеево и до устья, речной подбассейн реки — Волга от впадения Оки до Куйбышевского водохранилища (без бассейна Суры). Речной бассейн реки — (Верхняя) Волга до Куйбышевского водохранилища (без бассейна Оки).
Код объекта в государственном водном реестре — 08010400612112100002522.